# Máday György
Máday György (Kolozsvár, 1944. június 30. –) erdélyi származású színész. Testvére, Mádai Péter (1939–2009) gépésztechnikus, politikus volt.

## Életpályája
1963-ban kezdte a pályát az Állami Déryné Színházban. 1970–1971 között a debreceni Csokonai Színház tagja volt. 1972-ben a Békéscsabai Jókai Színházhoz került. 1973–1974 között ismét az Állami Déryné Színház színművésze volt. 1975–1976 között a Bartók Gyermekszínházban játszott. 1978–1979 között a Vígszínházban szerepelt. 1980–1988 között a Népszínházban játszott.

## Színházi szerepei

### Máday György-ként
- Molnár Ferenc: A Pál utcai fiúk – Wendauer; Szebenics; Olasz árus
- Kálmán Imre: Marica grófnő – István báró
- Heltai Jenő: Naftalin – Olcsvay
- Tóth Miklós: Jegygyűrű a mellényzsebben – Zotyi
- Brecht: Galilei élete – Ludovico Marsili
- Dosztojevszkij: Két férfi az ágy alatt – Fiatalember
- William Shakespeare: IV. Henrik – John, Lancaster hercege
- Aurel Baranga: Közérdek – Mihailescu
- Jókai Mór: Az aranyember –
- Száraz György: II. Rákóczi Ferenc – Széchenyi Pál
- Heller: A 22-es csapdája – Hóden
- Kleist: Homburg hercege – Udvaronc
- Lope de Vega: A magyarországi fenevad – Arsindo
- Shaw: Vissza Matuzsálemhez – Strephon
- Hasek: Svejk – Újságíró; Cvikkeres úr
- Illyés Gyula: Tűvé tevők – II. vőfély

### Mádai György-ként
- Jókai Mór: Mire megvénülünk – Áronffy Dezső
- Makarenko: Az új ember kovácsa – Versenyev
- Moliere: Zsugori uram telhetetlen, fösvény ember – Politikai rendőr
- Miller: Közjáték Vichyben – Pincér

## Filmjei
| - A fogadósnénak is van egy (1968) - Az erőd (1979) - Gyerekrablás a Palánk utcában (1985) - Mata Hari (1985) - Vasúti helybiztosítás | - Ida regénye (1974) - Bach Arnstadtban (1975) - Önfelszámolás (1977) - Teréz (1978) - Don Juan és a kővendég (1978) - Ítélet előtt (1978) - Szávitri, az asszonyi hűség dicsérete (1979) - Szetna, a varázsló (1980) - Búcsú a fegyverektől, azaz (1982) - Liszt Ferenc (1982) - Telefonpapa (1982) - Napos oldal (1983) - A piac (1983) - A béke hetedik napja (1985) - Széchenyi napjai (1985) - Kémeri, első rész (1985) - Lenkey tábornok (1985) - Majd belejössz Pistám (1985) - Az angol királynő (1988) - Szomszédok (1989) - Kölcsey (1989) - A cár őrültje (1991) |